# Královská hra
Královská hra (dánsky: Kongekabale) je dánský politický thriller z roku 2004 podle scénáře Nikolaje Arcela, pro něhož projekt znamenal filmový režijní debut. Předlohou, pro děj zobrazující politickou manipulaci s cílem uchopit moc, se stala stejnojmenná kniha z roku 2000 bývalého zaměstnance tiskového odboru dánského parlamentu a novináře Nielse Krauseho Kjæra.
Hlavní postavy příběhu zasazeného do nejvyšších pater politiky s prolínáním investigativní žurnalistiky ztvárnili Anders W. Berthelsen jako mladý novinář přidělený do parlamentu a Nicolas Bro hrající jeho kolegu. V rolích jejich protihráčů se představili Søren Pilmark, jakožto ambiciozní politik bez morálních zábran a jeho spindoktor ztělesněný Larsem Mikkelsenem. 
Produkční společností se stal dánský Nimbus Film.
V roce 2005 snímek získal osm národních filmových Robertových cen, včetně hlavní kategorie pro nejlepší dánský film a dvě ocenění kritiků – Bodiliny ceny, včetně nejlepšího filmu. V sezóně 2004 se také v dánských kinech stal nejnavštěvovanějším dánským filmem s více než půl milionem diváků.

## Děj
Několik dní před dánskými parlamentními volbami má autonehodu Hans Erik Kolt, charismatický kandidát centristů na premiéra, když průzkumy predikují vítězství jeho strany. V následujících dnech rozehrává zákulisní hru další člen strany Erik Dreyer, jenž se za přispění svého poradce Petra Schoua pokouší ze hry o post nového lídra, a pravděpodobného příštího ministerského předsedy, vyšachovat místopředsedkyni strany a očekávanou nástupkyni Lone Kjeldsenovou.
Schou vypouští historku o zpronevěře milionů korun určených na africkou nemocnici ze strany manžela Kjeldsenové, jejichž část měla být utracena i za dovolenou manželského páru. Na vějičku se zpočátku chytá i mladý ambiciozní novinář Ulrik Torp, syn bývalého ministra spravedlnosti. Diskreditace hlavní favoritky na převzetí nejvyšší stranické funkce Kjeldsenové se zdá vychází, když se kauza objevuje na předních stránkách deníků. Torp se pokouší informace o zpronevěře ověřit a dochází k závěru, že mu Schou předhodil vykonstruovaný příběh s cílem zisku premiérského křesla pro Dreyera.
Torp tak začíná spolupracovat s kolegou Henrikem Mollem, aby v krátkém čase zbývajícím do voleb zabránili Dreyerovi naplnit jeho plán. Klíčovým faktem se stává utajovaná informace o Koltově úmrtí v souvislosti s příletem jeho syna z Jižní Ameriky. Dreyer na tiskové konferenci sděluje, že Koltův syn přicestoval až po čtyřech dnech a proto nebyl jeho otec v klinické smrti od přístrojů odpojen, aby se s ním mohl syn rozloučit. Prodleva čtyřdenního čekání, namísto rychlé výměny, tak Dreyerovi umožnila rozehrát vnitrostranickou „královskou hru“ na zničení místopředsedkyně. Manžel političky, trpící depresivními epizodami, páchá sebevraždu.
Oba novináři kontaktují Koltova syna, jenž zalže o nutnosti letět pozdější linkou pro obsazení předchozích spojů. Přesto se investigativcům daří získat videozáznam z příletové haly, dokazující jeho přílet o tři dny dříve než tvrdil a přivítání od Dreyerovy asistentky. Ta se ukáže slabým článkem politikova štábu, když se pod pohrůžkou medializace kauzy a pohledu na svou fotografii z haly, novinářům rozhodne poskytnout účet za hotel, kde syna ukrývali a výpis o převodu čtvrt milionu korun na jeho konto za čas nutný pro diskreditaci Kjeldsenové. 
Torp s Mollem spěchají s čerstvými důkazy do televizního studia, v němž se právě schyluje k živě přenášenému rozhovoru Dreyera s moderátorem, jenž je Torpovým přítelem a který informace použije. V celostátně sledovaném pořadu vychází pravda najevo a hatí šance centristů na volební vítězství.  
Paměť národa je však krátká, když v pozdějších eurovolbách průzkumy Dreyerovi předpovídají značnou šanci na zvolení do Evropského parlamentu.

## Obsazení
| Anders W. Berthelsen      | Ulrik Torp         |
| Søren Pilmark             | Erik Dreier Jensen |
| Nastja Arcelová           | Lone Kjeldsenová   |
| Nicolas Bro               | Henrik Moll        |
| Lars Mikkelsen            | Peter Schou        |
| Ulf Pilgaard              | Gunnar Torp        |
| Charlotte Muncková        | Mette Torpová      |
| Clara Maria Bahamondesová | Julie Torpová      |
| Lars Brygmann             | Mads Kjeldsen      |
| Helle Fagralidová         | Signe Jonsenová    |
| Jesper Langberg           | Aksel Bruun        |
| Jens Jørn Spottag         | Per Vestgaard      |
| Kurt Ravn                 | John Erhardsen     |
| Bjarne Henriksen          | Bo Andersen        |
| Anders Nyborg             | Hans Erik Kolt     |
| Robert Hansen             | Simon Bruun        |
| Laura Christensenová      | Pernille Riisová   |
| Hans Henrik Voetmann      | Ole Finsen         |
| Søren Poppel              | Kasper Hald        |
| Nicolaj Kopernikus        | Søren Agergaard    |

## Ocenění
| Seznam ocenění a nominací | Seznam ocenění a nominací | Seznam ocenění a nominací         | Seznam ocenění a nominací                      | Seznam ocenění a nominací | Seznam ocenění a nominací |
| Cena                      | rok                       | kategorie                         | příjemce                                       | výsledek                  | zdroj                     |
| ------------------------- | ------------------------- | --------------------------------- | ---------------------------------------------- | ------------------------- | ------------------------- |
| Robertova cena            | 2005                      | nejlepší dánský film              | Nikolaj Arcel Meta Louise Foldager Sørensenová | vítězství                 | [ 3 ] [ 5 ]               |
| Robertova cena            | 2005                      | nejlepší režisér                  | Nikolaj Arcel                                  | vítězství                 | [ 3 ] [ 5 ]               |
| Robertova cena            | 2005                      | nejlepší kameraman                | Rasmus Videbæk                                 | vítězství                 | [ 3 ] [ 5 ]               |
| Robertova cena            | 2005                      | nejlepší herec ve vedlejší roli   | Søren Pilmark                                  | vítězství                 | [ 3 ] [ 5 ]               |
| Robertova cena            | 2005                      | nejlepší adaptovaný scénář        | Nikolaj Arcel Rasmus Heisterberg               | vítězství                 | [ 3 ] [ 5 ]               |
| Robertova cena            | 2005                      | nejlepší scénograf                | Niels Sejer                                    | vítězství                 | [ 3 ] [ 5 ]               |
| Robertova cena            | 2005                      | nejlepší kostýmy                  | Helle Nielsenová                               | vítězství                 | [ 3 ] [ 5 ]               |
| Robertova cena            | 2005                      | nejlepší střih                    | Mikkel E.G. Nielsen                            | vítězství                 | [ 3 ] [ 5 ]               |
| Robertova cena            | 2005                      | nejlepší hudba                    | Flemming Nordkrog Henrik Munch                 | nominace                  | [ 3 ] [ 5 ]               |
| Robertova cena            | 2005                      | nejlepší masky                    | Kamilla Bjerglindová                           | nominace                  | [ 3 ] [ 5 ]               |
| Bodilina cena             | 2005                      | nejlepší dánský film              | Nikolaj Arcel                                  | vítězství                 | [ 4 ] [ 5 ]               |
| Bodilina cena             | 2005                      | nejlepší herec ve vedlejší roli   | Søren Pilmark                                  | vítězství                 | [ 4 ] [ 5 ]               |
| Bodilina cena             | 2005                      | nejlepší herec v hlavní roli      | Anders W. Berthelsen                           | nominace                  | [ 4 ] [ 5 ]               |
| Bodilina cena             | 2005                      | nejlepší herec ve vedlejší roli   | Nicolas Bro                                    | nominace                  | [ 4 ] [ 5 ]               |
| Bodilina cena             | 2005                      | nejlepší herečka ve vedlejší roli | Nastja Arcelová                                | nominace                  | [ 4 ] [ 5 ]               |